# Richard Jessup
Richard Jessup, född den 1 januari 1925 i Savannah, Georgia, död den 22 oktober 1982 i Nokomis, Florida, var en amerikansk författare som förutom under eget namn även skrev under pseudonym Richard Telfair.

## Biografi
Efter att ha växt upp på olika barnhem blev Jessup sjöman. 1948 lämnade han sjölivet och inledde en karriär som heltidsförfattare. Han bodde större delen av sitt liv i Connecticut och brukade i genomsnitt arbeta tio timmar varje dag vid skrivmaskinen.
I början av sin författarkarriär använde han ofta pseudonymen Richard Telfair och under detta namn skapade han serierna om Wyoming Jones och Monty Nash. Monty Nash skulle 1971 utvecklas till en TV-serie i 14 avsnitt. Flera av böckerna har på svenska publicerats av B. Wahlströms Bokförlag.
Jessup är främst känd för romanen The Cincinnati Kid, utgiven 1964 och filmatiserad 1965 i regi av Norman Jewison och med Steve McQueen i titelrollen.
Några år före sin död flyttade Jessup till Florida, där han dog av cancer 1982.

### Som Richard Jessup
- Cheyenne Saturday 1958 (Gold Medal) (Land utan nåd 1967, Sheriff 36)
- Sabadilla 1960 (Gold Medal 1048) (Mannen med piskan 1966, Sheriff 31)
- The Cincinnati Kid - A poker novel 1964 (Cincinnati Kid - En pokerroman 1965)
- Texas outlaw 1966 (Gold Medal 1864) (Mannen från Texas 1966, Sheriff 33)

### Som Richad Telfair

#### Wyoming Jones
- Wyoming Jones 1958 (Förföljaren 1966, Mustang 100)
- Day of the gun 1958 (Förrädaren 1966, Mustang 102)
- The secret of Apache Canyon 1959
- Wyoming Jones for hire 1959
- Sundance 1960

#### Monty Nash
- The bloody medallion 1959 (Den blodiga medaljongen 1967, Agentserien 3)
- The corpse that talked 1959 (Timmen före noll 1967, Agentserien 7)
- Scream bloody murder 1960 (Dödens kod 1968, Agentserien 13)
- The slavers 1961 (I sista stund 1968, Agentserien 17)
- Good luck, sucker ! 1961 (Jakt utan nåd, Agentserien 22)